# Recocido
El recocido es un tratamiento térmico cuya finalidad es el ablandamiento, la recuperación de la estructura o la eliminación de tensiones internas generalmente en metales.
Cualquier metal que haya sido tratado tiene como resultado una alteración de las propiedades físicas del mismo. El recocido consiste en calentar el metal hasta una determinada temperatura para después dejar que se enfríe lentamente, habitualmente, apagando el horno y dejando el metal en su interior para que su temperatura disminuya de forma progresiva. El proceso finaliza cuando el metal alcanza la temperatura ambiente.
Mediante la combinación de varios trabajos en frío y varios recocidos se pueden llegar a obtener grandes deformaciones en metales que, de otra forma, no se podrían conseguir.

## Objetivos
Los objetivos del recocido son tanto eliminar las tensiones internas producidas por tratamientos anteriores (como el templado) como aumentar la plasticidad, la ductilidad y la tenacidad del material.

## Etapas
El recocido se realiza en tres etapas: primero se calienta el material hasta la temperatura de recocido, después se mantiene la temperatura durante un tiempo determinado. Por último se deja enfriar el material lentamente.
Se deben preparar debidamente las piezas que se vayan a recocer y además se debe eliminar la herrumbre y el óxido.

## Tipos de recocido

### Recocido de eliminación de tensiones
Por medio de la deformación en frío se presentan tensiones en el material. Dichas tensiones pueden provocar deformaciones en las piezas, pero pueden eliminarse mediante un recocido calentando el metal entre 550 y 650 °C y manteniendo la temperatura durante 30-120 minutos. Después se enfría de forma lenta.

### Recocido de ablandamiento

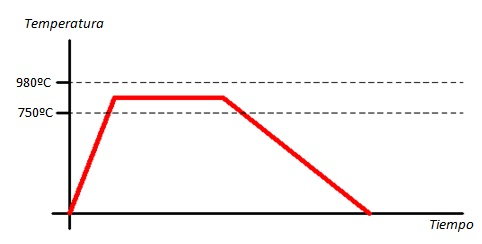
Gráfica del recocido normal

Los materiales templados o ricos en carbono (sobre 0,9%) son difíciles de trabajar mediante arranque de viruta (torneado, fresado, etc.) o mediante deformación en frío. Para ablandar el material puede hacerse un recocido. Se calienta la pieza entre 650 y 750 °C, tras lo cual se mantiene la temperatura durante 3-4 horas antes de disminuir lentamente su temperatura. Es habitual mantener una subida y bajada alternativa de la temperatura en torno a los 723 °C.

### Recocido normal
Mediante el recocido normal se afina el grano de la estructura y se compensan las irregularidades de las piezas producidas por deformaciones, ya sea en caliente o en frío, tales como doblado, fundición, soldadura, etc. El procedimiento consiste en calentar a temperaturas entre 750 y 980 °C, conforme al contenido de carbono del material, tras lo que se mantiene la temperatura para después dejar enfriar lentamente al aire.

### Recocido por cortocircuito
El recocido por cortocircuito es el tratamiento térmico mediante corriente eléctrica, que tiene como fin principal ablandar el metal usando el efecto Joule para regenerar la estructura molecular de metales sobrecalentados, que al enfriarse han acumulado tensiones internas y que es imprescindible eliminarlas para, en el caso del cobre, obtener un cobre de alta conductividad eléctrica y que para lograrlo se debe necesariamente recocer o revenir el metal.